# EU's liste over deklarationspligtige parfumestoffer
EU's liste over deklarationspligtige parfumestoffer er en liste over 26 parfumestoffer, hvor det skal deklareres på emballagen når de findes i over en vis koncentration i produkterne. De 26 parfumestoffer er stoffer, som mange har allergi overfor. Det kan enten være fordi de er meget allergifremkaldende eller fordi de anvendes hyppigt. Listen blev publiceret 30. september 1999 af EU's Scientific Committee on Cosmetic Products and Non-food products intended for Consumers (SCCNFP). 13 af parfumestoffer på listen er registret som dem flest er allergiske overfor. De 13 stoffer er: Amylcinnamal, amylcinnamylalkohol, benzylalkohol, benzylsalicylat, cinnamylalkohol, cinnamal, citral, kumarin, eugenol, geraniol, hydroxycitronellal, hydroxymethylpentyl-cyclohexenecarboxaldehyde og isoeugenol.

## Listen i alfabetisk rækkefølge
- Alpha isomethyl Ionon
- Amylcinnamal
- Amylcinnamylalkohol
- Anisylalkohol
- Benzylalkohol
- Benzylbenzoat
- Benzylcinnamat
- Benzylsalicylat
- Butylphenyl methylpropional
- Cinnamal
- Cinnamylalkohol
- Citral
- Citronellol
- Kumarin
- d-Limonene
- Eugenol
- Evernia prunastri (egemos ekstrakt)
- Evernia Furfuracea (træmos ekstrakt)
- Farnesol
- Geraniol
- Hexylcinnamal
- Hydroxycitronellal
- Hydroxyisohexyl 3-cyclohexen carboxaldehyd
- Isoeugenol
- Linalool
- Methyl 2-octynoate[1]

## Anvendelse
Parfumestofferne anvendes i en lang række af kommercielle produkter. Det omfatter sæbe, vaskemiddel, skyllemiddel, opvaskemiddel, deodorant, tandpasta, parfume, kosmetik og rengøringsmiddel. Endvidere luftfriskere, stearinlys, hygiejnebind, legetøj og industrielle produkter som maling og olie, tobaksvarer og e-cigaretter. De anvendes desuden i en lang række af fødevarer, hvor de nogle gange blot kaldes for aroma eller naturlig aroma.